# Cadell Ddyrnllwg
Cadell Ddyrnllwg va ser un rei de Powys que visqué al segle v. Era fill de Cadeyern Fendigaid i sembla que morí jove.
Es creu que va ser segrestat del seu pare per pirates irlandesos en el caos posterior a la insurrecció saxona del sud de Gran Bretanya. S'amagà entre els pagesos de Powys i esdevingué servent del cabdill irlandès, Benlli, amb l'esperança de recuperar els seus drets legítims. La seva oportunitat sorgí quan sant Germà retornà per segona vegada a combatre l'heretgia pelagiana. Viatjant pels Midlands, el Sant tingué notícia d'una fortalesa irlandesa pagana i, amb molts dels seus seguidors, assetjà la capital de Powys. Cadell els acollí en la seva modesta residència als afores de la ciutat. Germà tingué una premonició ominosa i recomanà a Cadell Ddyrnllwg que tragués la seva família de dintre la fortificació i, a la mateixa nit, el palau reial fou colpit per un llamp que calà foc a la població entera.
El jove Cadell fou restaurat al tron. És desconegut el lloc on la capital era en aquell moment, encara que les restes arqueològiques indiquen que es podria tractar de Caer Guricon (a Wroxeter, al Shropshire). La ciutat romangué ocupada fins a mitjan segle sisè, i s'hi ha trobat una llosa memorial gravada amb el seu nom irlandès, Cunorix.
El significat del malnom de Cadell, Ddyrnllwg, ha portat controvèrsia. En general es considera que significa Ma Negra, però alguns autors moderns suggereixen Puny brillant.